# Paola, Italien
 Paola  är en kommun i provinsen Cosenza, i regionen Kalabrien i Italien. Kommunen hade 15 688 invånare (2018) och gränsar till kommunerna Fuscaldo, Montalto Uffugo, San Fili och San Lucido.